# Insécateur et ses évolutions
Insécateur (ストライク, Strike, dans les versions originales en japonais) et son évolution Cizayox (ハッサム, Hassam) sont deux espèces de Pokémon. Hachécateur (バサギリ, Basagiri) est une évolution alternative.

## Création
Propriété de Nintendo, la franchise Pokémon est apparue au Japon en 1996 avec les jeux vidéo Pocket Monsters Vert et Pocket Monsters Rouge. Son concept de base est la capture et l'entraînement de créatures appelées Pokémon, afin de leur faire affronter ceux d'autres dresseurs de Pokémon. Chaque Pokémon possède un ou deux types – tels que l'eau, le feu ou la plante – qui déterminent ses faiblesses et ses résistances au combat. En s'entraînant, ils apprennent de nouvelles attaques et peuvent évoluer en un autre Pokémon.

## Description

### Insécateur
Insécateur possède quatre ailes lui permettant de voler, mais sa principale caractéristique reste ses bras en forme de faux. Il est tellement rapide que quand il court seul, on croit voir toute une équipe. Quand il court à son maximum, il est invisible à l'œil nu. Mais il a aussi une autre très bonne technique : le camouflage. Son nom français provient des mots « Insecte » et « Sécateur ». Insécateur est un pokémon de type insecte et vol.

### Cizayox
Cizayox est un Pokémon de la seconde génération apparue dans Pokémon Or et Argent puis dans Pokémon Cristal. On l'obtient en échangeant un Insécateur portant l'objet Peau Métal. Cizayox est un Pokémon dur comme l'acier. Il intimide ses ennemis en levant ses pinces à la hauteur de ses yeux, donnant l'impression qu'il possède 3 têtes. Il régule sa température interne en battant des ailes. L'abdomen de la femelle est légèrement plus gros que celui du mâle.

### Hachécateur
Hachécateur est un Pokémon de type insecte et roche et est issu de la huitième génération. Il occupe la neuf-centième place du Pokédex. Il est de couleur marrons châtain et marron foncé. Il possède une "corne" de roche avec des sourcils fait de roche. Il a de fins et longs bras, mais, contrairement aux faux(outil) d'Insécateur, il a des haches de roche.

## Apparitions

### Jeux vidéo
Insecateur apparaît pour la première fois dans Pokémon Rouge et Vert (Japon) et dans Pokémon Rouge et Bleu (en Europe et aux États-Unis). Cizayox lui apparaît pour la première fois dans Pokémon Or et Argent. Quant à Hachécateur, il apparaît pour la première fois dans Légendes Pokémon : Arceus.

### Série télévisée et films
La série télévisée Pokémon et les films qui en sont issus narrent les aventures d'un jeune dresseur de Pokémon du nom de Sacha, qui voyage à travers le monde pour affronter d'autres dresseurs ; l'intrigue est souvent distincte de celle des jeux vidéo. Insécateur est un Pokémon capturé par Jacky dans l'arc des Iles Orange.